# Otto Hauck
Otto Hauck (* 12. März 1938 in Rohrbach) ist ein deutscher Richter i. R. und Ehrenvorsitzender des Deutschen Vereins der Blinden und Sehbehinderten in Studium und Beruf.

## Leben
Otto Hauck wurde am 12. März 1938 in Rohrbach in der Nähe von Coburg geboren. Er verlor seinen Vater schon während des Zweiten Weltkriegs. In früher Kindheit erblindet, begann er seine Schullaufbahn an der Blindenschule in Nürnberg und wechselte dann an das Aufbaugymnasium der Carl-Strehl-Schule in Marburg, wo er 1959 sein Abitur ablegte. Nach dem Studium der Rechts- und Staatswissenschaften an der Philipps-Universität Marburg, der Referendarzeit und seiner Promotion über ein Thema aus dem Nachbarschaftsrecht wurde Hauck 1969 zum Assessor am Landgericht Marburg und später zum Richter auf Lebenszeit ernannt. Bis zu seiner Pensionierung 1999 war er dort Richter, zuletzt Vorsitzender Richter einer Kammer für Handelssachen.

## Ehrenamtliches Wirken
Dem  Verein der blinden Geistesarbeiter Deutschlands (VbGD, heute Deutscher Verein der Blinden und Sehbehinderten in Studium und Beruf e.V., DVBS) trat Otto Hauck als  Schüler 1956 bei. Sein ehrenamtliches Engagement begann Ende der 1960er Jahre, als er sich zusammen mit anderen jungen blinden Juristen gegen Bestrebungen in Nordrhein-Westfalen wandte, blinde und hochgradig sehbehinderte Menschen nicht mehr zum Richteramt zuzulassen. 1971 wurde er Vorsitzender des Bezirks Hessen im VbGD und gründete im selben Jahr die Fachgruppe Jura des Vereins, deren Vorsitzender er bis 1996 war. Damit begann eine Umorientierung des Vereins hin zu einer Berufsorganisation für blinde und sehbehinderte Menschen in Deutschland.
1974 wurde Hauck in den Vorstand des  VbGD gewählt und seit 1975 ist er im Vorstand bzw. im Verwaltungsrat der blista. Von 1979 bis 2004 lenkte er 25 Jahre die Geschicke des DVBS als dessen erster Vorsitzender. 30 Jahre gehörte er darüber hinaus der Redaktion der Zeitschrift „horus – Marburger Beiträge“ an, deren Profil er maßgeblich mitprägte.
Hauck leitet den „Arbeitskreis Nachteilsausgleiche“ des DVBS, der sich mit Grundsatzfragen der Behindertenpolitik befasst, und den „Gemeinsamen Arbeitskreis Rechtspolitik“ der deutschen Blinden- und Sehbehindertenselbsthilfe, der für sie Stellungnahmen zu aktuellen rechtspolitischen Themen erarbeitet. Im Verwaltungsrat der blista war Hauck bis November 2012 als stellvertretender Vorsitzender aktiv.

## Auszeichnungen
- Für seine Verdienste ernannte ihn die Mitgliederversammlung des Vereins 2004 zum Ehrenvorsitzenden.
- Zu seinem 60. Geburtstag erhielt er den Ehrenbrief des Landes Hessen.
- 2005 verlieh ihm der Bundespräsident Horst Köhler in Anerkennung seines Engagements für die Selbsthilfe das Bundesverdienstkreuz erster Klasse.[3]
- 2011 wurde Hauck in Innsbruck mit dem Special Life Award, einem „Europäischen Preis für besondere Menschen mit Handicap“, ausgezeichnet.[4]
- Am 15. November 2013 erhielt er die Carl-Strehl-Plakette.[5]

Die letztgenannte Auszeichnung erhielt Hauck als Anerkennung für seinen Einsatz für die Belange blinder und sehbehinderter Menschen. Mit dieser Auszeichnung ehren die beiden in Marburg ansässigen national und international tätigen Organisationen Deutsche Blindenstudienanstalt e.V. (blista) und der Deutsche Verein der Blinden und Sehbehinderten in Studium und Beruf e.V. (DVBS) Menschen, die sich herausragende Verdienste im Bereich „Bildung und Rehabilitation von Blinden und Sehbehinderten“ erworben haben. Die Plakette erinnert an den Mitbegründer beider Institutionen, Carl Strehl. Der besondere Wert der Auszeichnung liegt  darin, dass sie nur sehr selten vergeben wird. In mehr als 30 Jahren ist Hauck die zwölfte Person, der diese Ehrung zuteilwird.